# Grup 3 de la taula periòdica
| Grup    | 3     | 3      |
| Període |       |        |
| 4       |       | 21 Sc  |
| 5       |       | 39 Y   |
| 6       | 57 La | 71 Lu  |
| 7       | 89 Ac | 103 Lr |
|         |       |        |

Un element del grup 3 és un element situat dins de la taula periòdica en el grup 3, que comprèn els elements següents:
- Escandi (21)
- Itri (39)
- Lantani (57) - luteci (71)
- Actini (89) - lawrenci (103)

Tots aquests elements s'inclouen en el grup 3, ja que presenten 3 electrons, en el seu orbital atòmic més extern. Aquest grup està estretament relacionat amb els elements de les terres rares. El grup també s'anomena grup d'escandi o família d'escandi pel seu membre més lleuger.
L'itri presenta similituds amb els lantanoides i les propietats de l'escandi són intermèdies entre l'itri i l'alumini; tots aquests es caracteritzen per presentar com estat d'oxidació més estable el +3 i es troben de manera natural en l'escorça terrestre, encara que en quantitats relativament petites. Molts dels actinoides també presenten el +3 com a estat d'oxidació més estable. A causa dels efectes de la contracció dels lantànids, l'itri i el luteci són molt similars en propietats. L'itri i el luteci tenen essencialment la química dels lantànids pesats, però l'escandi mostra diverses diferències a causa de la seva petita mida. Aquest és un patró similar als dels primers grups de metalls de transició, on l'element més lleuger és diferent dels dos següents molt similars.
Tots els elements del grup 3 són metalls més aviat tous, de color blanc platejat, encara que la seva duresa augmenta amb el nombre atòmic. S'oxiden ràpidament amb l'aire i reaccionen amb l'aigua, encara que la seva reactivitat queda emmascarada per la formació d'una capa d'òxid. Els tres primers es produeixen de manera natural, i especialment l'itri i el luteci estan gairebé invariablement associats amb els lantànids a causa de la seva química similar. El lawrenci és fortament radioactiu: no es produeix de manera natural i s'ha de produir per síntesi artificial, però les seves propietats observades i previstes teòricament són coherents amb el fet que sigui un homòleg més pesat del luteci. Cap dels elements del grup 3 té cap funció biològica.
Històricament, de vegades s'incloïen al grup el lantani (La) i l'actini (Ac) en lloc del luteci i el lawrenci, perquè inicialment es van mesurar incorrectament les configuracions d'electrons de moltes de les terres rares. Aquesta versió del grup 3 encara es troba habitualment als llibres de text, però la majoria d'autors que se centren en el tema estan en contra. Alguns autors intenten comprometre's entre els dos formats deixant en blanc els espais de sota d'itri, però això contradiu la mecànica quàntica, ja que resulta en un bloc f de 15 elements en lloc de 14 (l'ocupació màxima d'una subshell f).

## Composició
Les proves físiques, químiques i electròniques mostren de manera aclaparadora que els elements correctes del grup 3 són l'escandi, l'itri, el luteci i el lawrenci: aquesta és la classificació adoptada per la majoria dels químics i físics que han considerat la qüestió. Va tenir el suport de la IUPAC en un informe de 1988 i reafirmat el 2021. No obstant això, molts llibres de text mostren que el grup 3 conté escandi, itri, lantà i actini, un format basat en configuracions d'electrons mesurades de manera errònia: Lev Landau i Ievgueni Lífxits ja el consideraven «incorrecte» el 1948. Els espais de sota l'itri de vegades es deixen en blanc com a tercera opció, però hi ha confusió a la literatura sobre si aquest format implica que el grup 3 només conté escandi i itri, o si també conté tots els lantànids i actínids; de qualsevol manera, aquest format contradiu la física quàntica en crear un bloc f de 15 elements d'ample quan només poden caber en un orbital f 14 elements.
Tal com assenyala l'informe IUPAC de 2021, Sc-Y-Lu-Lr és l'única forma que permet simultàniament la preservació de la seqüència del nombre atòmic, evita dividir el bloc d en «dues parts molt desiguals» i dona als blocs les amplades correctes que demana la mecànica quàntica (2, 6, 10 i 14). Tot i que encara es poden trobar arguments a favor de Sc-Y-La-Ac a la literatura, molts autors consideren que són lògicament inconsistents. Per exemple, s'ha argumentat que el lantani i l'actini no poden ser elements de bloc f perquè els seus àtoms no han començat a omplir les subcapses f. Però el mateix passa amb el tori, que mai es discuteix com a element de bloc f, i aquest argument passa per alt el problema de l'altre extrem: que les capes f es completen a l'iterbi i nobeli (coincidint amb la forma Sc -Y-Lu-Lr), no a luteci i lawrenci (com a Sc-Y-La-Ac). De fet, aquestes excepcions a la regla de Madelung mai s'han considerat com a rellevants per col·locar cap altre element a la taula periòdica. El fet rellevant per a la col·locació és que el lantà i l'actini (com el tori) tenen orbitals f de valència que es poden ocupar en entorns químics, mentre que el luteci i el lawrenci no ho tenen. Així, la relació entre l'itri i el lantani és només una relació secundària entre elements amb el mateix nombre d'electrons de valència, però diferents tipus d'orbitals de valència, com la que hi ha entre el crom i l'urani; mentre que la relació entre itri i luteci és primària, compartint tant el recompte d'electrons de valència com el tipus d'orbital de valència.

## Història
El descobriment dels elements del grup 3 està indissociablement lligat al de les terres rares, amb les quals estan universalment associats a la natura. El 1787, el químic suec Carl Axel Arrhenius va trobar una pesada roca negra prop del poble suec d'Ytterby, Suècia (part de l'arxipèlag d'Estocolm). Pensant que era un mineral desconegut que contenia l'element recentment descobert tungstè, el va anomenar itterbita. El científic finlandès Johan Gadolin va identificar un nou òxid o «terra» a la mostra d'Arrhenius el 1789, i va publicar la seva anàlisi completa el 1794; el 1797, el nou òxid va rebre el nom d'ítria. En les dècades posteriors al fet que el científic francès Antoine Lavoisier elaborés la primera definició moderna d'elements químics, es creia que les terres es podien reduir als seus elements, és a dir, que el descobriment d'una nova terra era equivalent al descobriment de l'element interior, que en aquest el cas hauria estat l'itri. Fins a principis de la dècada de 1920, el símbol químic «Yt» s'utilitzava per a l'element, després del qual «Y» es va fer servir comú. L'itri metàl·lic, encara que impur, es va preparar per primera vegada l'any 1828 quan Friedrich Wöhler va escalfar clorur d'itri (III) anhidre amb potassi per formar itri metàl·lic i clorur de potassi. De fet, l'ítria de Gadolin va demostrar ser una barreja de molts òxids metàl·lics, que va iniciar la història del descobriment de les terres rares.
El 1869, el químic rus Dmitri Mendeléiev va publicar la seva taula periòdica, que tenia un espai buit per a un element per sobre de l'itri. Mendeleiev va fer diverses prediccions sobre aquest element hipotètic, que va anomenar eka-bor. Aleshores, la ittria de Gadolin ja s'havia dividit diverses vegades; primer pel químic suec Carl Gustaf Mosander, que l'any 1843 havia dividit dues terres més que va anomenar terbia i èrbia (separant el nom d'Ytterby tal com s'havia dividit l'itria); i després, el 1878, quan el químic suís Jean-Charles Galissard de Marignac va dividir els terbia i l'erbia en més terres. Entre aquests hi havia ytterbia (un component de l'antic èrbia), que el químic suec Lars Fredrik Nilson va dividir amb èxit el 1879 per revelar un altre element nou. El va anomenar scandium, del llatí Scandia que significa «Escandinàvia». Aparentment, Nilson desconeixia la predicció de Mendeleiev, però Per Teodor Cleve va reconèixer la correspondència i va notificar a Mendeleiev. Els experiments químics amb escandi van demostrar que els suggeriments de Mendeleiev eren correctes; juntament amb el descobriment i la caracterització del gal·li i el germani, va demostrar la correcció de tota la taula periòdica i la llei periòdica. L'escandi metàl·lic es va produir per primera vegada el 1937 per electròlisi d'una mescla eutèctica, a 700–800 °C, de clorurs de potassi, liti i escandi. L'escandi existeix en els mateixos minerals dels quals s'havia descobert l'itri, però és molt més rar i probablement per aquest motiu havia eludit el descobriment.
El component restant de l'itterbia de Marignac també va demostrar ser un compost. El 1907, el científic francès Georges Urbain, el mineralogista austríac baró Carl Auer von Welsbach i el químic estatunidenc Charles James van descobrir de manera independent un nou element dins de l'itterbia. Welsbach va proposar el nom de cassiopeium per al seu nou element (després de Constel·lació de Cassiopea), mentre que Urbain va triar el nom de lutecium (del llatí Lutetia, per a París). La disputa sobre la prioritat del descobriment està documentada en dos articles en què Urbain i von Welsbach s'acusen mútuament de publicar resultats influenciats per la investigació publicada de l'altre. L'any 1909, la Comissió de la Massa Atòmica, que s'encarregava de l'atribució dels noms dels nous elements, atorgà prioritat a Urbain i adoptà els seus noms com a oficials. Un problema evident d'aquesta decisió va ser que Urbain era un dels quatre membres de la comissió. El 1949, l'ortografia de l'element 71 es va canviar a luteci. Els treballs posteriors relacionats amb els intents d'Urbain de dividir encara més el seu luteci van revelar, però, que només contenia traces del nou element 71, i que només el cassiopeium de von Welsbach era l'element pur 71. Per aquest motiu molts científics alemanys van continuar utilitzant el nom de cassiopeium per a l'element fins als anys 50. Irònicament, Charles James, que modestament s'havia mantingut al marge de l'argument sobre la prioritat, va treballar a una escala molt més gran que els altres i, sens dubte, posseïa l'oferta més gran de luteci en aquell moment. El luteci va ser l'última de les terres rares estables que es va descobrir. Més d'un segle d'investigació havia dividit l'itri original de Gadolin en itri, escandi, luteci i altres set elements nous.
El lawrenci és l'únic element del grup que no es produeix de manera natural. Probablement va ser sintetitzat per primera vegada per Albert Ghiorso i el seu equip el 14 de febrer de 1961 al Lawrence Radiation Laboratory (ara anomenat Lawrence Berkeley National Laboratory) de la Universitat de Califòrnia a Berkeley, Califòrnia, Estats Units. Els primers àtoms de lawrenci es van produir bombardejant un objectiu de tres mil·ligrams format per tres isòtops de l'element californi amb nuclis de bor-10 i bor-11 de l'accelerador lineal d'ions pesats (HILAC). Originalment es va informar el núclid 257103. L'equip de la Universitat de Califòrnia va suggerir el nom lawrencium (per Ernest O. Lawrence, l'inventor de l'accelerador de partícules de ciclotró) i el símbol «Lw», per al nou element; La IUPAC va acceptar el seu descobriment, però va canviar el símbol a «Lr». El 1965, investigadors de física nuclear a Dubnà, Unió Soviètica (ara Rússia) van informar de 256103, el 1967, van informar que no van poder confirmar les dades dels científics nord-americans sobre 257 103, i van proposar el nom. «rutherfordium» per al nou element. El grup Dubnà va criticar l'aprovació de la IUPAC del descobriment del grup Berkeley per haver estat precipitada. El 1971, el grup de Berkeley va fer tota una sèrie d'experiments dirigits a mesurar les propietats de desintegració nuclear dels isòtops de l'element 103, en els quals es van confirmar tots els resultats anteriors de Berkeley i Dubna, excepte que l'isòtop inicial 257103 informat a Berkeley el 1971. El 1961 va resultar ser 258 103. El 1992, el Grup de Treball Trans-fermium de la IUPAC va nomenar els equips de física nuclear de Dubnà i Berkeley com a codescobridors de l'element 103. Quan la IUPAC va prendre la decisió final de nomenar els elements més enllà de 100 l'any 1997, va decidir mantenir el nom «lawrencium» i el símbol «Lr» per a l'element 103, ja que havia estat en ús durant molt de temps en aquell moment. El nom «rutherfordium» va ser assignat al següent element 104, que havia proposat l'equip de Berkeley.

## Característiques

### Química
| Configuracions electròniques dels elements del grup 3 | Configuracions electròniques dels elements del grup 3 | Configuracions electròniques dels elements del grup 3 | Configuracions electròniques dels elements del grup 3 |
| Z                                                     | Element                                               | Configuració electrònica                              | Configuració electrònica                              |
| ----------------------------------------------------- | ----------------------------------------------------- | ----------------------------------------------------- | ----------------------------------------------------- |
| 21                                                    | Sc, escandi                                           | 2, 8, 9, 2                                            | [Ar] 3d1 4s2                                          |
| 39                                                    | Y, itri                                               | 2, 8, 9, 2                                            | [Kr] 4d1 5s2                                          |
| 71                                                    | Lu, luteci                                            | 2, 8, 18, 32, 9, 2                                    | [Xe] 4f14 5d1 6s2                                     |
| 103                                                   | Lr, lawrenci                                          | 2, 8, 18, 32, 32, 8, 3                                | [Rn] 5f14 6d0 7s2 7p1                                 |

Com altres grups, els membres d'aquesta família mostren patrons en les seves configuracions d'electrons, especialment les capes més externes, donant lloc a tendències en el comportament químic. A causa dels efectes relativistes que esdevenen importants per a nombres atòmics elevats, la configuració del lawrenci té una ocupació irregular de 7p en lloc de l'esperat 6d, però la configuració regular [Rn]5f14 6d1 7s2 és prou baixa en energia però no s'observa ni s'espera cap diferència significativa amb la resta del grup.
La major part de la química s'ha observat només per als tres primers membres del grup; Les propietats químiques del lawrenci no estan ben caracteritzades, però el que es coneix i es preveu coincideix amb la seva posició com a homòleg més pesat del luteci. La resta d'elements del grup (escandi, itri, luteci) són força electropositius. Són metalls reactius, tot i que això no és evident a causa de la formació d'una capa d'òxid estable que impedeix noves reaccions. Els metalls es cremen fàcilment per donar els òxids, que són sòlids blancs d'alta fusió. Normalment, s'oxiden a l'estat d'oxidació +3, en el qual formen majoritàriament compostos iònics i tenen una química aquosa majoritàriament catiònica. D'aquesta manera són semblants als lantànids, encara que no tenen la implicació dels orbitals f que caracteritza la química dels elements 4f lantà a través de l'iterbi. Així, els elements estables del grup 3 s'agrupen sovint amb els elements 4f com les anomenades terres rares.
Les propietats típiques dels metalls de transició estan majoritàriament absents d'aquest grup, com ho són per als elements més pesants dels grups 4 i 5: només hi ha un estat d'oxidació típic i la química de coordinació no és molt rica (tot i que els nombres de coordinació elevats són habituals a causa de la gran mida dels ions M 3+). Dit això, es poden preparar compostos d'estat de baixa oxidació i es coneix una mica de química de ciclopentadienil. Així, les químiques dels elements del grup 3 es distingeixen principalment pels seus radis atòmics: l'itri i el luteci són molt semblants, però l'escandi destaca com el menys bàsic i el millor complexant, apropant-se a l'alumini en algunes propietats. Naturalment ocupen el seu lloc juntament amb les terres rares en una sèrie d'elements trivalents: l'itri actua com a terra rara intermedi entre el disprosi i l'holmi en la seva basicitat; el luteci com a menys bàsic que els elements 4f i el menys bàsic dels lantànids; i l'escandi com a terra rara menys bàsica que fins i tot el luteci. L'òxid d'escandi és amfòter; L'òxid de luteci és més bàsic (tot i que amb dificultat es pot fer que mostri algunes propietats àcides), i l'òxid d'itri és encara més bàsic. Les sals amb àcids forts d'aquests metalls són solubles, mentre que les que tenen àcids febles (per exemple, fluorurs, fosfats, oxalats) són poc solubles o insolubles.
Les tendències del grup 3 segueixen les dels altres primers grups de blocs d i reflecteixen l'addició d'una capa f plena al nucli en passar del cinquè al sisè període. Per exemple, l'escandi i l'itri són metalls tous. Però a causa de la contracció dels lantànids, l'augment esperat del radi atòmic d'itri a luteci s'inverteix; Els àtoms de luteci són lleugerament més petits que els àtoms d'itri, però són més pesats i tenen una càrrega nuclear més alta. Això fa que el metall sigui més dens, i també més dur perquè l'extracció dels electrons de l'àtom per formar enllaços metàl·lics es fa més difícil. Els tres metalls tenen punts de fusió i ebullició similars. Se sap molt poc sobre el lawrenci, però els càlculs suggereixen que continua la tendència dels seus companys més lleugers cap a l'augment de la densitat.
Escandi, itri i luteci cristal·litzen tots a l'estructura hexagonal tancada a temperatura ambient, i s'espera que el lawrenci faci el mateix. Se sap que els membres estables del grup canvien d'estructura a alta temperatura. En comparació amb la majoria dels metalls, no són molt bons conductors de calor i electricitat a causa del baix nombre d'electrons disponibles per a l'enllaç metàl·lic.
| Nom              | Sc, escandi      | Y, itri         | Lu, luteci      | Lr, Lawrenci    |
| ---------------- | ---------------- | --------------- | --------------- | --------------- |
| Punt de fusió    | 1814 K, 1541 °C  | 1799 K, 1526 °C | 1925 K, 1652 °C | 1900 K, 1627 °C |
| Punt d'ebullició | 3109 K, 2836 °C  | 3609 K, 3336 °C | 3675 K, 3402 °C | ?               |
| Densitat         | 2,99 g·cm −3     | 4.47 g·cm −3    | 9,84 g·cm −3    | 14,4 g·cm −3    |
| Aparença         | plata metàl·lica | blanc platejat  | gris plata      | ?               |
| Radi atòmic      | 162 p.m          | 180 h           | 174 h           | ?               |

## Presència

### Física
L'escandi, l'itri i el luteci solen aparèixer juntament amb els altres lantànids (excepte el prometi de curta durada) a l'escorça terrestre, i sovint són més difícils d'extreure dels seus minerals. L’abundància d'elements a l'escorça terrestre per al grup 3 és força baixa: tots els elements del grup són poc comuns, el més abundant és l'itri amb una abundància d'aproximadament 30 parts per milió (ppm); l'abundància d'escandi és de 16 ppm, mentre que el del luteci és d'uns 0,5 ppm. Per comparació, l'abundància de coure és de 50 ppm, la del crom és de 160 ppm, i la del molibdè és 1,5 ppm.
L'escandi es distribueix de manera escassa i es troba en petites quantitats en molts minerals. Els minerals rars d'Escandinàvia i Madagascar com la gadolinita, l'euxenita-(Y) i la thortveitita són les úniques fonts concentrades conegudes d'aquest element, aquest últim conté fins a un 45% d'escandi en forma d’òxid d'escandi (III). L'itri té la mateixa tendència en els llocs on es troba; també es troba en mostres de roca lunar recollides durant el Programa Apollo americà en un contingut relativament alt.

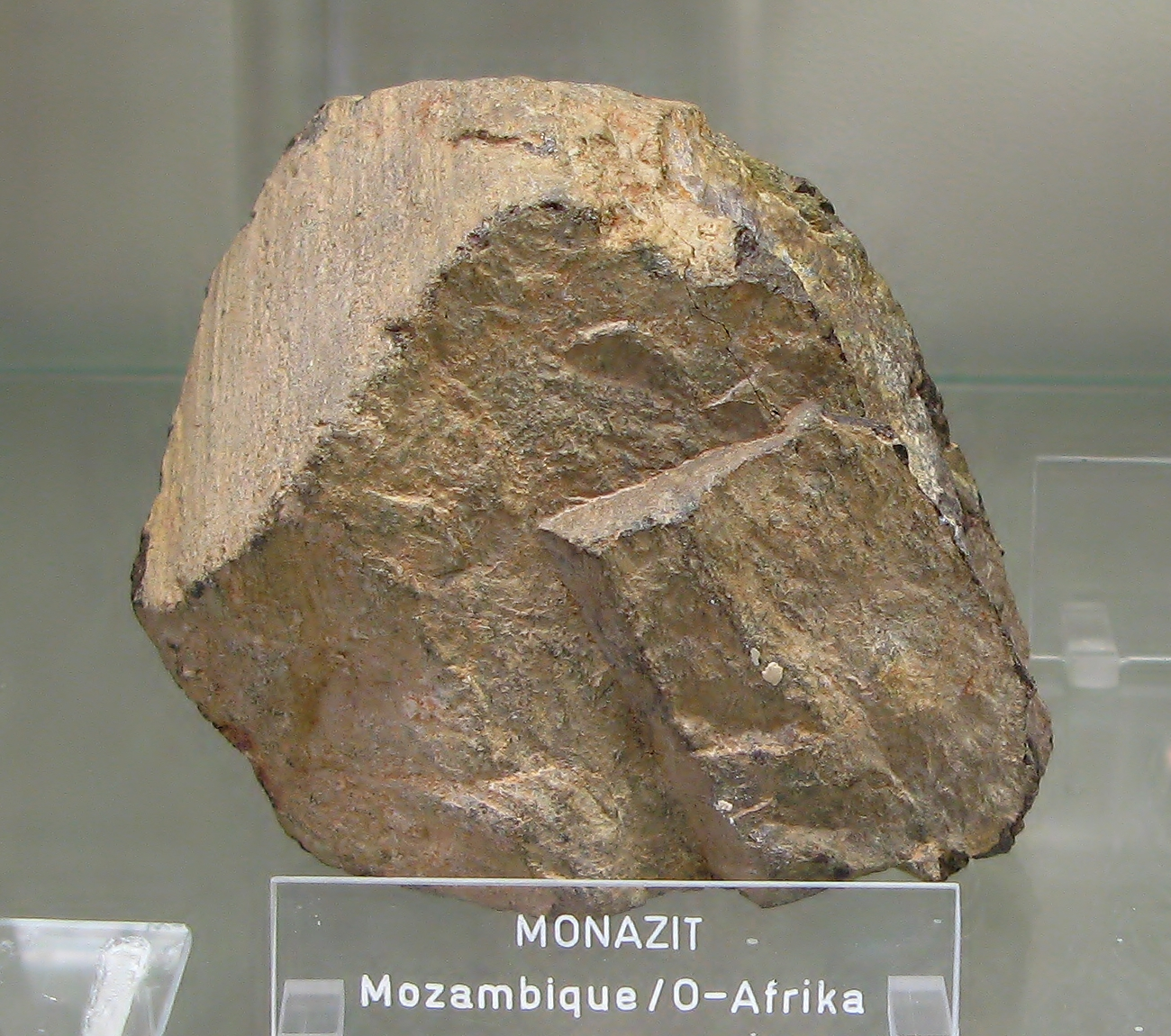
Monazita, el mineral de luteci més important

El principal mineral comercialment viable de luteci és el mineral fosfat de terres rares monazita, (Ce, La, etc.)PO4, que conté el 0,003% de l'element. Les principals zones mineres són la Xina, els Estats Units, Brasil, Índia, Sri Lanka i Austràlia. El metall de luteci pur és un dels metalls de terres rares més rars i cars amb un preu d'uns 10.000 dòlars EUA/kg, o aproximadament una quarta part del de l'or.

## Producció
L'element més disponible del grup 3 és l'itri, amb una producció anual de 8.900 tones el 2010. L'itri es produeix principalment com a òxid, per un sol país, la Xina (99%). El luteci i l'escandi també s'obtenen majoritàriament com a òxids, i la seva producció anual l'any 2001 era d'uns 10 i 2 tones, respectivament.
Els elements del grup 3 s'extreuen només com a subproducte de l'extracció d'altres elements. Sovint no es produeixen com a metalls purs; la producció d'itri metàl·lic és d'unes poques tones, i la d'escandi és de l'ordre de 10 kg per any; la producció de luteci no es calcula, però és certament petita. Els elements, després de la purificació d'altres metalls de terres rares, s'aïllen com a òxids; els òxids es converteixen en fluorurs durant les reaccions amb àcid fluorhídric. Els fluorurs resultants es redueixen amb metalls alcalinotèrres o aliatges dels metalls; el calci metàl·lic s'utilitza amb més freqüència. Per exemple:
Sc₂ O₃ + 3 HF → 2 ScF₃ + 3H2O
2 ScF₃ + 3 Ca → 3 CaF₂ + 2 Sc

## Química biològica
Els metalls del grup 3 tenen poca disponibilitat a la biosfera. L'escandi, l'itri i el luteci no tenen cap paper biològic documentat en els organismes vius. L'alta radioactivitat del lawrenci el faria altament tòxic per a les cèl·lules vives, causant intoxicació per radiació.
L'escandi es concentra al fetge i és una amenaça per a ell; uns quants dels seus compostos són possiblement cancerígens, tot i que en general l'escandi no és tòxic. Se sap que l'escandi ha arribat a la cadena alimentària, però només en petites quantitats; un humà típic pren menys de 0,1 micrograms per dia. Un cop alliberat al medi ambient, l'escandi s'acumula gradualment als sòls, la qual cosa comporta un augment de les concentracions en partícules del sòl, animals i humans. L'escandi és sobretot perillós al voltant del treball, a causa del fet que les humitats i els gasos es poden inhalar amb l'aire. Això pot provocar embòlies pulmonars, especialment durant l'exposició a llarg termini. Se sap que l'element danya les membranes cel·lulars dels animals aquàtics, provocant diverses influències negatives en la reproducció i en les funcions del sistema nerviós.
L'itri tendeix a concentrar-se al fetge, ronyó, melsa, pulmons i ossos dels humans. Normalment hi ha només 0,5 mil·ligrams que es troben a tot el cos humà; la llet materna humana en conté 4 ppm. L'itri es pot trobar en plantes comestibles en concentracions entre 20 ppm i 100 ppm (pes fresc), amb la col que té la quantitat més gran. Amb fins a 700 ppm, les llavors de les plantes llenyoses tenen les concentracions més altes conegudes.
El luteci es concentra als ossos i, en grau més baix, al fetge i als ronyons. Se sap que les sals de luteci causen el metabolisme i es produeixen juntament amb altres sals de lantànids a la natura; l'element és el menys abundant en el cos humà de tots els lantànids. Les dietes humanes no s'han controlat pel contingut de luteci, de manera que no se sap quant consumeix l'ésser humà mitjà, però les estimacions mostren que la quantitat només és d'uns uns quants micrograms per any, tot procedent de petites quantitats preses per les plantes. Les sals de luteci solubles són lleugerament tòxiques, però les insolubles no.